# 슈퍼윙스 3D
슈퍼윙스 3D(러시아어: От винта 3D)는 2012년 공개된 러시아의 애니메이션 영화이다. 이 영화 자체는 2013년 디즈니 애니메이션 영화 비행기의 모크 버스터이다.

## 줄거리
비행기들이 꿈꾸는 최고의 대회, 대규모 에어쇼 챔피언쉽 ‘슈퍼윙스’를 앞두고, 높은 곳을 무서워하는 꼬마 비행기 ‘나이스’는 참가 지원서를 내게 된다. 반드시 대회에서 우승을 하고 싶은 ‘나이스’는 자신을 챔피언으로 만들어줄 코치를 만나러 향한다. 그러던 중 은퇴한 전설의 능력자 전투기 ‘베테랑’을 만나게 되고, 그에게 훈련을 받으며 조금씩 실력을 향상시킨다. 하지만 이를 지켜본 라이벌 비행기 ‘썬더’는 ‘나이스’의 절친 비행기인 ‘바이올렛’을 이용해 연습을 훼방놓기 시작하는데.... 과연, ‘나이스’는 무사히 훈련을 마치고, ‘슈퍼윙스’의 진정한 챔피언이 될 수 있을까?

## 출연

### 주연
- 안드레이 메르즈리킨
- 알렉세이 프란데티
- 발렌틴 가프트
- 안토니아 베레즈카
- 알렉산드르 렌코브
- 안피사 체크호바
- 알렉산드르 골로빈
- 알렉산드르 일린
- 블라디미르 티기쵸브
- 일리야 크보스티코브
- 알렉산드르 시엠체브